# Соул, Дэвид
Дэ́вид Со́ул (англ. David Soul; 28 августа 1943, Чикаго, Иллинойс, США — 4 января 2024, Лондон, Англия, Великобритания) — американо-британский актёр и музыкант, наиболее известный зрителю исполнением роли детектива Кеннета «Хатча» Хатчинсона в телесериале «Старски и Хатч» (1975—1979).

## Биография
Дэвид Ричард Солберг (настоящее имя актёра) родился 28 августа 1943 года в Чикаго (США). Мать — Джун Джонанн (Нельсон) была певицей, выходцем из Норвегии; отец — доктор Ричард Солберг (1917—2006) был профессором истории и политологии, а также директором отдела высшего образования в Американской лютеранской церкви. Также он был главным уполномоченным в организации «Освобождение лютеранского мира» с 1949 по 1956 год, поэтому в детстве Дэвид часто летал с родителями из США в Германию и обратно. Оба родителя Дэвида и оба его дедушки были активными лютеранами-евангелистами.
После окончания средней школы Дэвид учился в филиале колледжа Огастаны (ныне — Университет Огастаны), расположенном в Мехико, а затем в Миннесотском университете. В молодости Соул активно занимался бейсболом и даже подписал контракт с клубом Чикаго Уайт Сокс. Будучи в Мексике, Соул заинтересовался музыкой, однокашники научили его играть на гитаре, и он решил забросить спорт и стать музыкантом. Окончив учёбу, Дэвид вернулся в США и выступал как музыкант в клубах Миннеаполиса.
В 1967 году начинающий музыкант подписал контракт с киностудией Columbia Pictures и впервые появился на телевидении: он сыграл небольшую роль в одном эпизоде сериала «Флиппер». В 1971 году состоялся дебют Соула на широком экране — роль в фильме «Джонни взял ружьё». В середине 1970-х годов Дэвид вернулся к позабытой было музыке, и в 1976 году мир узнал его сингл Don't Give Up on Us. Эта песня достигла первых мест как в американских, так и в британских чартах, была саундтреком в нескольких заметных кинолентах, включая «Дикки Робертс: Звёздный ребёнок», «Попутчик», «Кроличья нора», «Агент Джонни Инглиш: Перезагрузка» и «Заклятие 2». В 1977 году Соул представил ещё один свой сингл — Silver Lady, который также побывал на вершине британских чартов и был саундтреком к фильмам «Жеребец» и «Грязь»[уточнить]; а кроме того в 2014 году автор лично исполнил эту песню, управляя каретой в рекламе National Express.
С 1976 по 1982 год Дэвид много гастролировал по США, Европе, Азии и Южной Америке.
С 1977 по 1990 год Соул пробовал себя как режиссёр, но эта работа его не вдохновила: за 13 лет он стал режиссёром всего девяти эпизодов шести сериалов.

### Великобритания
В середине 1990-х годов Соул купил дом в Лондоне. В Британии он играл в театрах, активно участвовал в предвыборной кампании 1997 года в поддержку своего друга Мартина Белла, который в итоге стал депутатом от Tatton (1997—2001). Соул так же активно помогал Беллу и на следующих выборах, но здесь его ждала неудача. С 2003 года Дэвид стал сниматься для британского кино и телевидения.
В 2004 году Соул стал гражданином Великобритании, сохранив второе гражданство США.

### Личная жизнь
Дэвид Соул был женат пять раз и имеет пятерых сыновей и одну дочь.
1. Актриса Мирриам «Мим» Солберг[7] (до брака — Рассет). Брак продолжался с 7 декабря 1963 по 1965 год, развод, один сын.
2. Актриса Карен Карлсон[англ.] (род. 1944 или 1945)[8]. Брак продолжался с 22 июня 1968 по 1977 год, развод, один сын.
3. Пэтти Карнел Шерман, бывшая жена известного певца и актёра Бобби Шермана[англ.]. Брак продолжался с 12 октября 1980 по 1986 год, развод, трое детей. Этот брак распался во многом из-за алкоголизма Соула, которым он тогда страдал, и приступам вспыльчивости, им вызванным[9]. В том числе, Соул даже был арестован и провёл некоторое время в тюрьме по обвинению в нападении на свою жену, когда она находилась на седьмом месяце беременности. После освобождения он прошёл принудительный двухлетний курс лечения от алкогольной зависимости[10].
4. Актриса Джулия Никсон-Соул[англ.] (род. 1958)[11]. Брак продолжался с декабря 1987 по 1993 год, развод. Дочь от этого брака — певица и сочинительница песен Чайна Соул[англ.] (род. 1988)[12].
5. Хелен Снелл. Брак продолжался с 26 июня 2010 года, хотя в отношениях они состоят с 2002 года.

Между вторым и третьим браком Соул не скрывал своей связи с актрисой Линн Мартой (род. 1946). Между четвёртым и пятым браком Соул, уже после переезда в Лондон, жил гражданским браком с малоизвестной американской актрисой Алексой Хэмилтон.
Скончался 4 января 2024 года на 81-м году жизни.

## Избранные работы

### Роли в театре
- 1996 — англ. Comic Potential — Чендлер Тейт (театр «Вест-Энд»)
- 2004 — Джерри Спрингер: Опера[англ.] / Jerry Springer: The Opera — Джерри Спрингер (Кембриджский театр[англ.])
- 2006 — Мэк и Мейбл[англ.] / Mack and Mabel — Мэк (театр «Критерион»)
- 2012 — Любовные письма / Love Letters (театр «Гэити»[англ.])[14]

### Роли на широком экране
- 1971 — Джонни взял ружьё / Johnny Got His Gun — швед
- 1973 — Высшая сила / Magnum Force — Дэвис
- 1987 — Ханой Хилтон / The Hanoi Hilton — майор Олдхем
- 1988 — Свидание со смертью / Appointment with Death — Джефферсон Коуп, адвокат
- 1988 — Кровавый камень[англ.] / Bloodstone — Сэнди Маквей (озвучивание, в титрах не указан)
- 1994 — Смертельный пентатлон: Пятиборье со смертью / Pentathlon — Генрих Мюллер
- 2004 — Убойная парочка: Старски и Хатч / Starsky & Hutch — оригинальный детектив Кеннет «Хатч» Хатчинсон
- 2009 — Прощальное дело / L’Affaire Farewell — Хаттон
- 2013 — Грязь / Filth — водитель такси

### Роли на телевидении
- 1968—1970 — А вот и невесты[англ.] / Here Come the Brides — Джошуа Болт (в 52 эпизодах)
- 1971, 1972, 1974 — Оуэн Маршалл, советник адвокатов[англ.] / Owen Marshall: Counselor at Law — разные роли (в 5 эпизодах)
- 1973, 1974 — Детектив Кэннон[англ.] / Cannon — разные роли (в 2 эпизодах)
- 1974 — Исчезновение рейса 412[англ.] / The Disappearance of Flight 412 — капитан Рой Бишоп
- 1975—1979 — Старски и Хатч / Starsky & Hutch — детектив Кеннет «Хатч» Хатчинсон (в 92 эпизодах)[15]
- 1979 — Салемские вампиры / Salem’s Lot — Бен Мирз, писатель
- 1982 — Третья Мировая война[англ.] / World War III — полковник Джейк Кэффи
- 1983—1984 — Жёлтая роза[англ.] / The Yellow Rose — Рой Чэмпион (в 22 эпизодах)
- 1988 — Секрет Сахары[итал.] / Il segreto del Sahara — лейтенант Райкер
- 1988, 1992 — Джейк и Толстяк[англ.] / Jake and the Fatman — разные роли (в 2 эпизодах)
- 1990 — Молодые наездники[англ.] / The Young Riders — Джереми Стайлс (в 2 эпизодах)
- 1991, 1993 — Она написала убийство / Murder, She Wrote — разные роли (в 2 эпизодах)
- 2001—2002 — Холби-Сити[англ.] / Holby City — профессор Алан Флетчер (в 2 эпизодах)
- 2005 — Джерри Спрингер: Опера[англ.] / Jerry Springer: The Opera — Джерри Спрингер
- 2011 — Русалки: Найдено тело[англ.] / Mermaids: The Body Found — рассказчик за кадром

## Награды и номинации
С полным списком кино-наград Дэвида Соула можно ознакомиться на сайте IMDB
- 1978 — «Золотое яблоко» в категории «Кислое яблоко» — победа.
- 2004 — MTV Movie Awards в категории «Лучшее камео» за роль в фильме «Убойная парочка: Старски и Хатч» — номинация.